# Dubitogomphus
Dubitogomphus is een geslacht van libellen (Odonata) uit de familie van de rombouten (Gomphidae).

## Soorten
Dubitogomphus omvat 1 soort:
- Dubitogomphus bidentatus (Fraser, 1930)